# کمپه
شهر کمپه (به رومانیایی: Câmpeni) در شهرستان البه در کشور رومانی واقع شده‌است. جمعیت این شهر ۸٬۵۸۷ نفر  است.